# Sandokan
Pour les articles homonymes, voir Sandokan (homonymie).
Sandokan est un feuilleton télévisé italo-franco-allemand en six épisodes de 55 minutes, réalisé par Sergio Sollima et diffusé à partir du 6 janvier 1976 sur la chaîne Rai 1 en Italie.
La série est diffusée à partir du 27 mai 1976 en France sur TF1, et à partir du 21 avril 1979 en Allemagne sur Das Erste. La série connaît un grand succès international.

## Synopsis
Au XIXe siècle, les Anglais poursuivent leurs conquêtes en Asie. En Malaisie, l'impitoyable James Brooke est devenu le rajah Blanc de Sarawak. Son ennemi juré est un pirate du nom de Sandokan, surnommé « le tigre de la Malaisie », qui lutte contre l'oppresseur anglais et jouit d'une très grande popularité auprès de la population.
Sandokan est secondé par Yanez, un Portugais qu'il considère comme un frère, ainsi que par de nombreux hommes de tous horizons qui ont rallié sa cause. Les pirates se sont établis sur l'île de Mompracem, sur laquelle flotte le drapeau pirate à l'effigie d’une tête de tigre.
Au début de l'histoire, Brooke fait enlever par ses hommes les jeunes princes de Selangor afin d'exercer un chantage sur le régent de cette riche principauté et le contraindre à signer un traité avantageux pour la compagnie britannique des Indes orientales.
Le colonel Sir William Fitzgerald arrive d'Angleterre, en qualité d'envoyé du premier Ministre Lord Palmerston. Il est rapidement séduit par Brooke qui se présente à lui comme un simple sujet de la Couronne britannique et non comme le rajah de Sarawak. Alors que les deux hommes devisent, les jeunes princes captifs sont libérés par une action rapide et meurtrière de Sandokan.
Lors d'une sortie en mer, Sandokan et ses hommes sont pris au piège par les soldats de James Brooke, sous le commandement du colonel Fitzgerald. Blessé par balle au cours de la bataille, Sandokan tombe à l'eau et s'échoue sur un rivage. C'est là que le trouve le serviteur de Lord Guillonk, qui le ramène chez son maître. La nièce de Lord Guillonk, la belle Marianne, le soigne sans relâche jusqu'à sa complète guérison. Sandokan tombe amoureux de Marianne mais, démasqué par ses hôtes, doit prendre la fuite. Il demande à Marianne de venir avec lui à Mompracem. La jeune femme accepte...

## Fiche technique
- Titre original : Sandokan
- Titre français : Sandokan
- Réalisateur : Sergio Sollima
- Scénaristes : Antonia Lucatelli, Giuseppe Mangione, Manlio Scarpelli, Alberto Silvestri, Sergio Sollima, d’après l'œuvre d'Emilio Salgari
- Production : Elio Scardamaglia
- Sociétés de production : 
  - Bavaria Atelier ; Bavaria Film
  - Incorporated Television Company (ITC)
  - Office de Radiodiffusion Télévision Française (ORTF)
  - Radiotelevisione Italiana
- Musique : Guido De Angelis, Maurizio De Angelis
  - Générique italien et anglais : Oliver Onions (compositeur et interprète)
  - Générique français : Joël Prévost (compositeur et interprète)[1]
- Pays d'origine :  Italie /  France /  Allemagne de l'Ouest
- Langue : anglais
- Genre : Aventures exotiques, Action
- Nombre d'épisodes : 6 (1 saison)
- Durée : 55 minutes
- Format : couleur - 4:3 - son : mono
- Dates de première diffusion : 
  - Italie : 6 janvier 1976
  - France : 27 mai 1976
  - Allemagne de l'Ouest : 21 avril 1979

## Distribution
- Kabir Bedi : Sandokan
- Carole André (VF : Nadine Delanoë) : Lady Marianne Guillonk
- Philippe Leroy : Yanez De Gomera
- Adolfo Celi (VF : Jacques Monod)  : Lord James Brooke
- Andrea Giordana : le colonel Fitzgerald
- Hans Kaninberg : Lord Guillonk
- Mila Sannorey : Lucy
- Renzo Giovampietro : le docteur Kirby
- Iwao Yoshioka : Daro

## Production

### Genèse
La série est adaptée du roman Les Tigres de Mompracem, écrit par l'Italien Emilio Salgari en 1900.

### Tournage
Ce feuilleton exotique a été tourné à Ceylan et en Malaisie.

### Diffusion
À l'origine, Sandokan est diffusé en France sous la forme de six épisodes de cinquante-cinq minutes, mais il existe également un remontage sous forme de quatre épisodes.

### Musique
Le générique d'ouverture diffusé en France était chanté en anglais. Cette version figure sur le disque 45 tours édité en 1976 par le label RCA. La face B de ce 45 tours présente, sous le titre Sweet Lady Blue, une version chantée du thème musical qui accompagne les scènes avec le personnage de Marianne et qu'elle joue à l'harmonium sur l'île de Mompracem. Il existe une version du générique chantée en italien dont la musique a été composée par Guido et Maurizio de Angelis. Pour les versions chantées en espagnol et en anglais, ils ont signé la musique qu’ils ont composé et interprété, sous le pseudonyme Oliver Onions.

## Suites
Plusieurs suites télévisées et cinématographiques ont été réalisées dans les années 1970 et 1990, toujours avec Kabir Bedi dans le rôle de Sandokan. 
- 1977 : La Tigre è ancora viva : Sandokan alla riscossa ! (traduction littérale : Le Tigre est toujours vivant : Sandokan à la rescousse !), film avec Kabir Bedi et Philippe Leroy, inédit en France.
- 1996 : Le Retour de Sandokan, mini-série italienne-allemande, diffusée en France, avec Kabir Bedi et Mandala Tayde.
- 1998 : Il Figlio di Sandokan (traduction littérale : Le Fils de Sandokan), mini-série italienne de Sergio Sollima, avec Kabir Bedi et Marco Bonini, jamais diffusée pour cause de disputes juridiques[3].

## Autres adaptations
(liste non exhaustive)

### Cinéma
- 1963 : Sandokan, le tigre de Bornéo : film franco-italo-espagnol réalisé par Umberto Lenzi, avec Steve Reeves dans le rôle-titre.
- 1964 : Les Pirates de la Malaisie : film franco-italo-espagnol réalisé par Umberto Lenzi, avec Steve Reeves dans le rôle-titre.

### Séries télévisées
- 1996 : Le Retour de Sandokan (Il Ritorno di Sandokan), mini-série italienne-allemande diffusée en France, avec Kabir Bedi et Mandala Tayde.
- 1997 : Il figlio di Sandokan (litt., Le Fils de Sandokan), mini-série italienne de Sergio Sollima, avec Kabir Bedi et Marco Bonini, jamais diffusée pour cause de disputes juridiques.

### Séries animées
Des dessins animés ont été également produits dans les années 1990, qui ont popularisé le personnage auprès des plus jeunes :
- 1991 : Sandokan, série d'animation espagnole diffusée en France en 1993 (Sandokan y est dessiné en tigre).
- 1995 : Sandokan, série télévisée d'animation espagnole.
- 1997 : Sandokan : série d'animation italienne réalisée en 1997 et diffusée en France en 1999.
- 1998 : Sandokan, le tigre de Malaisie (it), produit par la Rai.
- 2001 : Sandokan, le tigre rugit encore (it), produit par la Rai.
- 2006 : Sandokan, les deux tigres (it), produit par la Rai.

### Bandes dessinées
- Dans le périodique Brik no 194 de Mon Journal : Brick dans la ville martyre, Sandokan le Tigre de la Malaisie, etc. ; 130 pages, juillet 1981.
- Sandokan, le Tigre de Malaisie. Auteurs : Guglielmo Milani, dit Mino Milani (scénariste), Hugo Pratt (dessinateur) ; Éditeur : Casterman, 80 pages en couleur, paru le 28/08/2009,  (ISBN 2203024100).

## Produits dérivés (France)

### DVD
- Sandokan, Le Tigre de Malaisie - Coffret intégral 4 DVD - Éditeur : LCJ ; Référence ASIN: B0041ENVNE ; 11/10/2010.

### 45 tours
- Sandokan : Musique originale du feuilleton T.V. - Label RCA ; 1976.
- Sandokan : Thème du feuilleton T.V. - Label Epic ; 1976.

### Gadgets
Divers gadgets à l'effigie de Sandokan et de Marianne ont été commercialisés, chose rare à l'époque : porte-clefs, poupée « Sandokan » Big Jim (Mattel), jeu de société Sandokan édité par Miro en 1976, etc.

### Moto
Sandokan est accompagné d'un tigre féroce, mais apprivoisé, nommé Darmah. La firme motocycliste Ducati, capitalisant sur l'image de puissance féline de l'animal, commercialisa une moto de 900 cm3 sous le nom de Ducati 900 SD Darmah. La tête du tigre était reproduite sur l'habillage de la machine.

### Albums photo
- Sandokan le tigre de Malaisie (grand livre du film tout en photographies) ; 37 pages, Éditions Atlas, 1976.
- Sandokan (illustré de photographies) ; Éditions Atlas, 254 pages, 1976, etc.
- Album collecteur d'images Panini, sorti en 1976.